# Kinzua
Kinzua es un despoblado ubicado en el condado de Wheeler en el estado estadounidense de Oregón. Kinzua se encuentra ubicado al este de Fossil.

## Geografía
Kinzua se encuentra ubicado en las coordenadas 44°59′45.18″N 120°3′16.11″O / 44.9958833, -120.0544750.